# جورج ويليام
جورج ويليام (بالإنجليزية: George Hale)‏ هو لاعب كرة قاعدة أمريكي، ولد في 3 أغسطس 1894 في ديكستر في الولايات المتحدة، وتوفي في 1 نوفمبر 1945 في ويتشيتا في الولايات المتحدة.

## وصلات خارجية
- جورج ويليام على موقعبيزبول رفرنس.كوم (الدوري الرئيسي) (الإنجليزية)